# Pyrinia castana
Pyrinia castana là một loài bướm đêm trong họ Geometridae.